# Jean-Baptiste Thiaudière de Boissy
Pour les articles homonymes, voir Thiaudière et Boissy.
 (février 2016).
Jean-Baptiste Thiaudière de Boissy, né le 30 octobre 1666 à Paris, où il est mort le 27 juin 1729, est un historien français.

## Biographie
Le sixième des enfants de Pierre Thiaudière, qui avait été secrétaire des finances de la reine-mère, Anne d'Autriche, il perdit son père de très bonne heure, mais Claude Thiaudière, son frère aîné qui, à l’âge de vingt-sept ans, était secrétaire de confiance du premier président de Novion, prit soin de ses études. Quand il eut achevé sa rhétorique, l’un de ses oncles, religieux bernardin, prieur de l’abbaye de Cercamp en Artois, l’y mena et l’y retint pendant quelques années.
Naturellement plein d’esprit et avide de savoir, Boissy s’arracha à toutes les dissipations pour passer les jours, et souvent les nuits entières, à lire, à extraire, et à conférer particulièrement les livres de théologie et de belles-lettres, qui étaient ceux qui l’intéressaient le plus.
Revenu à Paris, il reprit le cours de ses études et il s’y distingua par des progrès si rapides. Armand de Soubise, depuis cardinal de Rohan, en ayant entendu parler et souhaité le connaître, confia successivement à ses soins le prince Maximilien, son frère et le prince de Soubise.
Dans l’intervalle de ces deux éducations, dont s’acquitta l’abbé de Boissy, et après la dernière, le cardinal de Rohan qui avait toujours trouvé dans le fond de ses connaissances, dans l’étendue de ses lectures ou la fidélité de sa mémoire, des ressources promptes et assurées pour tout ce qu’il souhaitait, l’employa à quantité de choses qui lui étaient importantes.
En 1707, lorsque la fameuse bibliothèque de Jacques-Auguste de Thou, devenue celle du président de Ménars, fut sur le point d’être vendue et dispersée à l’étranger. L’abbé de Boissy s’en inquiéta d’abord comme d’un malheur public, puis faisant réflexion que personne n’était plus digne de recueillir ce précieux dépôt que le cardinal de Rohan, il l’en pressa si vivement, que ses sollicitations prévalurent à toutes les difficultés de cette époque. Les fatigues d’un transport et d’un établissement si considérable reposèrent sur lui, mais non content d’avoir assuré ce trésor aux savants de sa nation, il s’appliqua à le leur rendre de jour en jour plus utile, soit en le disposant dans un ordre leur en facilitant extrêmement l’usage, soit en y ajoutant ce qui y manquait pour le rendre un des plus complets de l’Europe.
L’abbé de Boissy fut reçu à l’Académie des inscriptions et belles-lettres, en 1710. Malgré ses occupations et ses infirmités, il se rendit à ses assemblées autant qu’il lui fut possible. Il y lut deux ouvrages insérés dans l’histoire de cette académie ; l’un, sur les Expiations en usage chez les anciens ; l’autre, sur les Sacrifices de victimes humaines dans l’antiquité.
« Son caractère dominant, dit M. Bèze, était une probité, une candeur, une innocence peu communes, et estimables surtout dans ceux qui ont, comme lui, ce goût fin et délicat qui lui faisait aussitôt démêler, dans les ouvrages d’esprit comme dans les productions de l’ait, ce qu’il y avait de grand, de beau, de vrai, d’avec ce qui n’en avait que l’apparence. » Il mourut dans sa soixante-treizième année.